# Ајели
Ајели (итал. Aielli) је насеље у Италији у округу Л'Аквила, региону Абруцо.
Према процени из 2011. у насељу је живело 600 становника. Насеље се налази на надморској висини од 1030 м.

## Становништво
Према резултатима пописа становништва 2011. у општини је живело 1.458 становника.
| 1936. | 1951. | 1961. | 1971. | 1981. | 1991. | 2001. | 2011. |
| ----- | ----- | ----- | ----- | ----- | ----- | ----- | ----- |
| 2.658 | 2.778 | 1.901 | 1.562 | 1.414 | 1.473 | 1.477 | 1.458 |